# William Bedford
William Bedford (Memphis, 14 december 1963) is een Amerikaans oud-basketballer die met de Detroit Pistons het NBA kampioenschap won in het seizoen 1989/90.

## Carrière
Bedford speelde collegebasketbal voor de Memphis Tigers van 1983 tot 1986. Hij stelde zich in 1986 kandidaat voor de NBA draft waarin hij als zesde in de eerste ronde werd gekozen door de Phoenix Suns. In zijn eerste seizoen speelde hij vijftig wedstrijden, waarvan 18 wedstrijden als starter. Hij werd op 21 juni 1987 geruild  naar de Detroit Pistons voor een toekomstige keuze in de eerste ronde van de NBA draft van 1988. In zijn eerste seizoen bij de Pistons speelde hij 38 wedstrijden maar kon geen startplaats veroveren, waarna hij midden in het seizoen voor zijn cocaïne gebruik werd opgenomen in een rehabilitatiekliniek. Ook het volgende seizoen bracht hij hier door voor zijn drugsgebruik waar hij al lange tijd problemen mee had en bovendien werd hij ook geschorst door de NBA. Hij keerde terug in het seizoen 1989/90 waar hij 42 wedstrijden speelden en kampioen werd met de Pistons dankzij winst in de finale tegen de Portland Trail Blazers.
Op zes november 1990 maakte hij in een wedstrijd tegen de Seattle SuperSonics binnen één minuut drie driepunters waarmee hij een NBA-record vestigde voor het meeste driepunters met minste speelminuten in een wedstrijd. Hij speelde dat seizoen zestig wedstrijden waarin hij vier keer een starter was. Het volgende seizoen speelde hij minder wedstrijden maar verdubbelde wel het aantal keer dat hij mocht starten. Op 24 juni 1992 werd hij samen met Don MacLean geruild naar de Los Angeles Clippers voor Olden Polynice en enkele toekomstige draftpicks. Hij speelde geen enkele wedstrijd voor de Clippers en werd op 8 oktober 1992 met Don MacLean geruild naar de Washington Bullets voor John Williams. Vier dagen later werd echter zijn contract  bij de Bullets al ontbonden. Op 26 oktober 1992 tekende hij een contract bij de San Antonio Spurs waar zijn contract op 4 januari 1993 werd ontbonden en Bedford zijn NBA-loopbaan afsloot. Nadien speelde hij nog bij de Oklahoma City Cavalry en Grand Rapids Hoops.
Na zijn spelerscarrière bleef hij in aanraking komen met de politie voor drugsgerelateerde zaken. In 1996 en 1997 werd hij tweemaal opgepakt voor bezit van drugs. Nadien kreeg hij nog een aantal veroordelingen voor drugsbezit. In 2003 kreeg hij een 10-jarige gevangenisstraf voor transport van drugs waarna hij vrij kwam in 2011. Nadien kreeg hij door een opleiding aan de Memphis’ Manhood University waar hij basis levensskills leerde. Hij werkte nadien als autoverkoper.

## Statistieken

### Regulier seizoen
| Seizoen  | Team              | WG                                                                                             | WS                                                                                             | MPW                                                                                            | 2P%                                                                                            | 3P%                                                                                            | FW%                                                                                            | RPW                                                                                            | APW                                                                                            | SPW                                                                                            | BPW                                                                                            | PPW                                                                                            |
| -------- | ----------------- | ---------------------------------------------------------------------------------------------- | ---------------------------------------------------------------------------------------------- | ---------------------------------------------------------------------------------------------- | ---------------------------------------------------------------------------------------------- | ---------------------------------------------------------------------------------------------- | ---------------------------------------------------------------------------------------------- | ---------------------------------------------------------------------------------------------- | ---------------------------------------------------------------------------------------------- | ---------------------------------------------------------------------------------------------- | ---------------------------------------------------------------------------------------------- | ---------------------------------------------------------------------------------------------- |
| 1986/87  | Phoenix Suns      | 50                                                                                             | 18                                                                                             | 19,6                                                                                           | 39,7                                                                                           | 0,0                                                                                            | 58,1                                                                                           | 4,9                                                                                            | 1,1                                                                                            | 0,4                                                                                            | 0,7                                                                                            | 6,7                                                                                            |
| 1987/88  | Detroit Pistons   | 38                                                                                             | 0                                                                                              | 7,8                                                                                            | 43,6                                                                                           | –                                                                                              | 56,5                                                                                           | 1,7                                                                                            | 0,1                                                                                            | 0,2                                                                                            | 0,4                                                                                            | 2,7                                                                                            |
| 1988/89  | Detroit Pistons   | Speelde geen wedstrijden door een ontwenningskuur in een rehabilitatiekliniek en een schorsing | Speelde geen wedstrijden door een ontwenningskuur in een rehabilitatiekliniek en een schorsing | Speelde geen wedstrijden door een ontwenningskuur in een rehabilitatiekliniek en een schorsing | Speelde geen wedstrijden door een ontwenningskuur in een rehabilitatiekliniek en een schorsing | Speelde geen wedstrijden door een ontwenningskuur in een rehabilitatiekliniek en een schorsing | Speelde geen wedstrijden door een ontwenningskuur in een rehabilitatiekliniek en een schorsing | Speelde geen wedstrijden door een ontwenningskuur in een rehabilitatiekliniek en een schorsing | Speelde geen wedstrijden door een ontwenningskuur in een rehabilitatiekliniek en een schorsing | Speelde geen wedstrijden door een ontwenningskuur in een rehabilitatiekliniek en een schorsing | Speelde geen wedstrijden door een ontwenningskuur in een rehabilitatiekliniek en een schorsing | Speelde geen wedstrijden door een ontwenningskuur in een rehabilitatiekliniek en een schorsing |
| 1989/90  | Detroit Pistons   | 42                                                                                             | 0                                                                                              | 5,9                                                                                            | 43,2                                                                                           | 16,7                                                                                           | 40,9                                                                                           | 1,4                                                                                            | 0,1                                                                                            | 0,1                                                                                            | 0,4                                                                                            | 2,8                                                                                            |
| 1990/91  | Detroit Pistons   | 60                                                                                             | 4                                                                                              | 9,4                                                                                            | 43,8                                                                                           | 38,5                                                                                           | 70,5                                                                                           | 2,2                                                                                            | 0,5                                                                                            | 0,0                                                                                            | 0,6                                                                                            | 4,5                                                                                            |
| 1991/92  | Detroit Pistons   | 32                                                                                             | 8                                                                                              | 11,3                                                                                           | 41,3                                                                                           | 0,0                                                                                            | 63,6                                                                                           | 2,0                                                                                            | 0,4                                                                                            | 0,2                                                                                            | 0,6                                                                                            | 3,6                                                                                            |
| 1992/93  | San Antonio Spurs | 16                                                                                             | 0                                                                                              | 4,1                                                                                            | 33,3                                                                                           | 100,0                                                                                          | 50,0                                                                                           | 0,6                                                                                            | 0,0                                                                                            | 0,0                                                                                            | 0,1                                                                                            | 1,6                                                                                            |
| Carrière | Carrière          | 238                                                                                            | 30                                                                                             | 10,6                                                                                           | 41,6                                                                                           | 31,8                                                                                           | 60,5                                                                                           | 2,4                                                                                            | 0,5                                                                                            | 0,2                                                                                            | 0,5                                                                                            | 4,1                                                                                            |

### Play-offs
| Seizoen  | Team            | WG | WS | MPW | 2P%  | 3P% | FW%   | RPW | APW | SPW | BPW | PPW |
| -------- | --------------- | -- | -- | --- | ---- | --- | ----- | --- | --- | --- | --- | --- |
| 1989/90  | Detroit Pistons | 5  | 0  | 3,8 | 16,7 | –   | 100,0 | 0,4 | 0,0 | 0,0 | 0,2 | 0,8 |
| 1990/91  | Detroit Pistons | 8  | 3  | 8,1 | 20,8 | 0,0 | 64,3  | 2,8 | 0,5 | 0,3 | 0,5 | 2,4 |
| 1991/92  | Detroit Pistons | 1  | 0  | 9,0 | 50,0 | –   | –     | 2,0 | 0,0 | 0,1 | 0,0 | 6,0 |
| Carrière | Carrière        | 14 | 3  | 6,6 | 25,0 | 0,0 | 68,8  | 1,9 | 0,3 | 0,2 | 0,4 | 2,1 |

00 Bedford · 
4 Dumars · 
10 Rodman · 
11 Thomas · 
12 Henderson · 
15 Johnson · 
22 Salley · 
23 Aguirre · 
33 Greenwood · 
35 Hastings · 
40 Laimbeer · 
53 Edwards · 
Coach Daly